# 筑前垣生駅

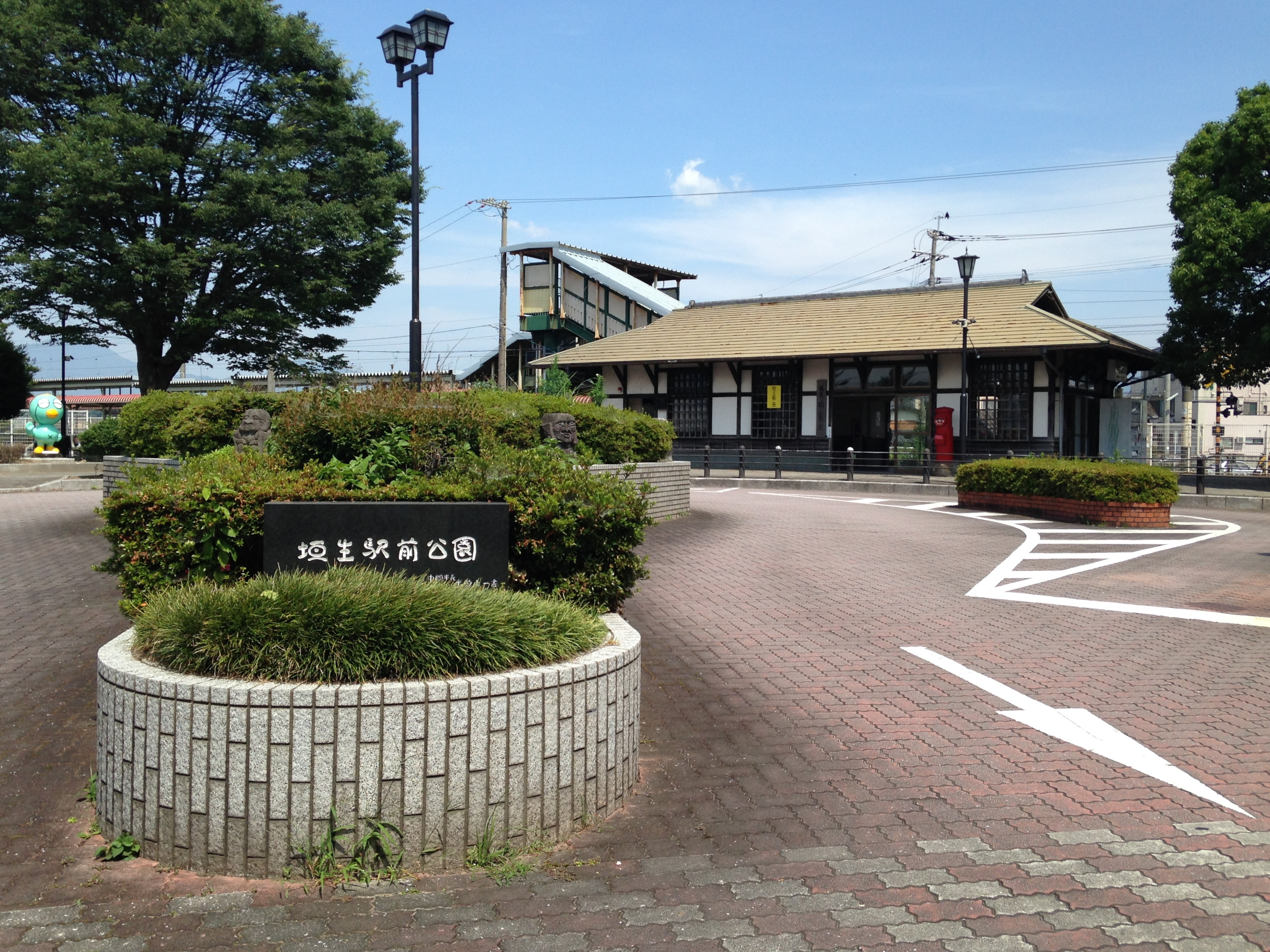
遠景

筑前垣生駅（ちくぜんはぶえき）は、福岡県中間市大字垣生にある、九州旅客鉄道（JR九州）筑豊本線（福北ゆたか線）の駅である。駅番号はJC23。

## 歴史
- 1893年（明治26年）12月20日：底井野信号場として開設[4][5]。
- 1935年（昭和10年）4月26日：底井野信号場を筑前垣生駅に格上げする形で鉄道省が開設[1][4][2]。
- 1951年（昭和26年）1月20日：筑前植木寄りに300m移転する[6]。
- 1984年（昭和59年）2月1日：業務委託駅化[7]。
- 1987年（昭和62年）
  - 4月1日：国鉄分割民営化に伴い、九州旅客鉄道（JR九州）の駅となる[8]。
  - 4月：駅本屋改築[1]。
- 2000年（平成12年）12月19日：自動改札機を設置し、供用開始[9]。
- 2009年（平成21年）3月1日：ICカード「SUGOCA」の利用が可能となる[10]。
- 2014年（平成26年）7月1日：無人化[3]。
- 2017年（平成29年）3月4日：若松駅 - 新入駅間（折尾駅除く）の10駅と共に駅遠隔案内システム「ANSWER」を導入[11]。
- 2022年（令和4年）9月23日 ：遠賀川橋梁下り線補修工事に伴う中間 - 鞍手間暫定単線運行に伴い、2番乗り場を使用停止とし1番線乗り場を上下線乗り場とする棒線駅として暫定運用を開始。

## 駅構造
島式ホーム1面2線を有する地上駅。駅舎は線路の西側に置かれている。のりばは駅舎側が1番線、反対側が2番線となっている。ホームの鞍手方の端から跨線橋がのび、駅舎につながっている。
駅舎は中間市所有で、あずま屋風の木造である。駅前には赤い丸ポストが設置されている。また、駅舎とホームとの間に西鉄戸畑線で使われた敷石が置かれている。駅前には狭いながらもロータリーが整備されており、タクシーも停まっていることがある。
かつてはJR九州鉄道営業が駅業務を行う業務委託駅で駅員も配置されていたが、2014年7月1日をもって無人化された。自動券売機が設置されているが、自動改札機は無人化と同時に撤去されている。SUGOCAの利用が可能であるが、カード販売は行わずチャージのみ取扱う。

### のりば
| のりば | 路線         | 方向      | 行先                            |
| ------ | ------------ | --------- | ------------------------------- |
| 1      | 福北ゆたか線 | 上り/下り | 折尾・若松方面/直方・新飯塚方面 |
| 2      | 福北ゆたか線 |           | 使用停止中                      |

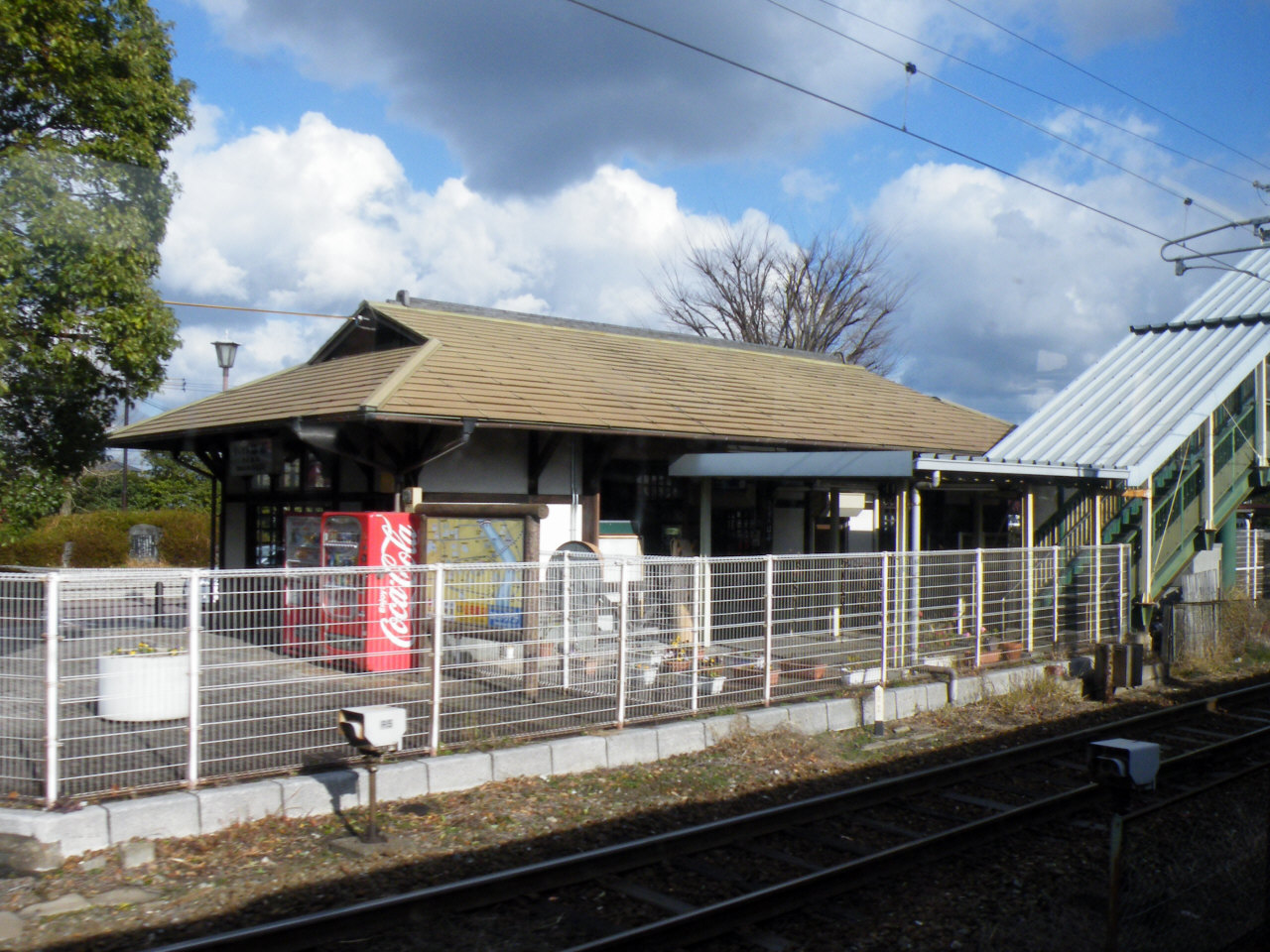
駅舎（2009年1月、直方方面行き電車内より）
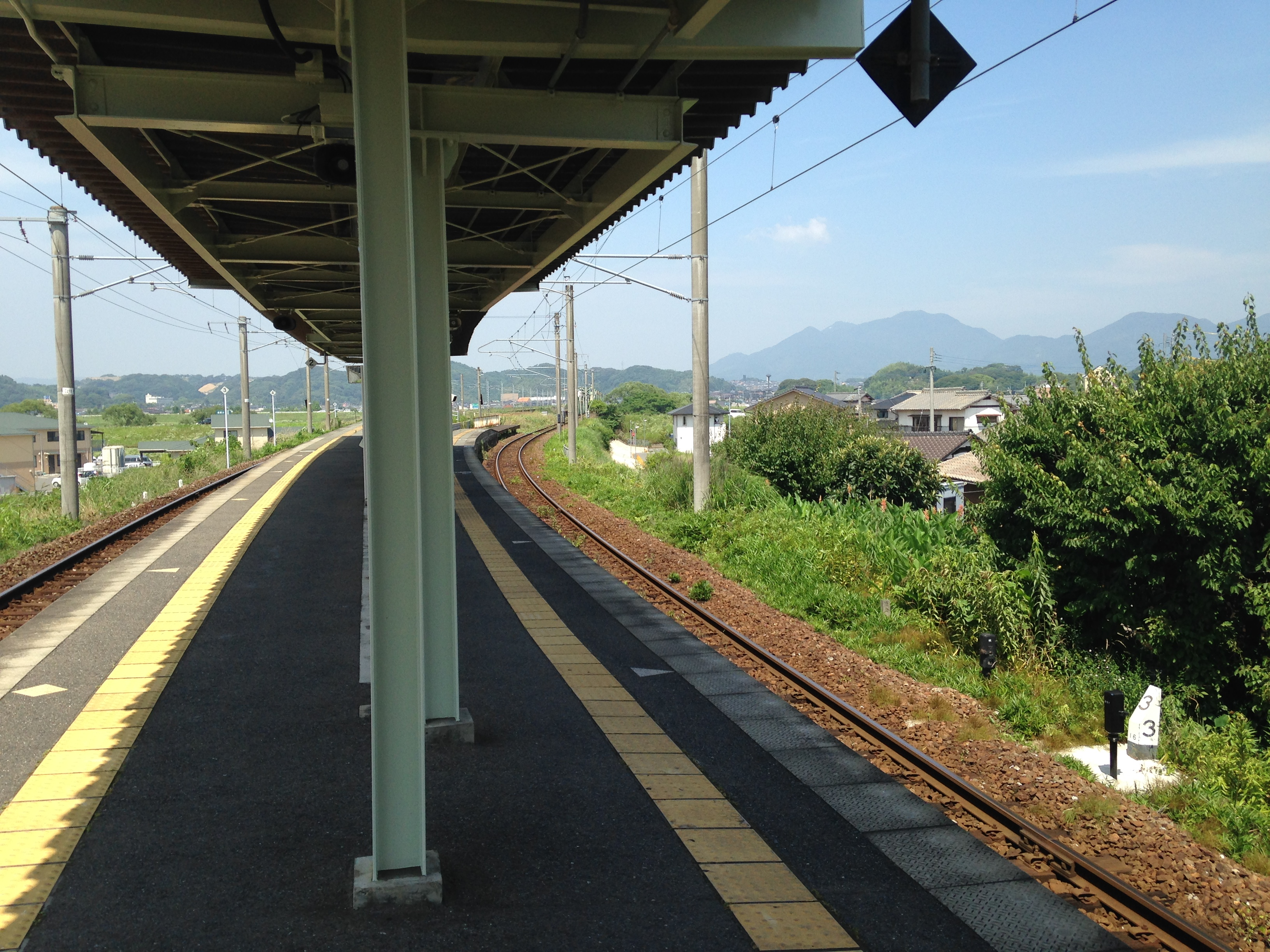
ホーム（2016年6月）

## 利用状況
2020年（令和2年）度の1日平均乗車人員は291人である。
2019年（令和元年）の1日平均乗車人員は402人である。
| 乗車人員推移 | 乗車人員推移 |
| 年度         | 1日平均人数  |
| ------------ | ------------ |
| 2016年       | 396          |
| 2017年       | 395          |
| 2018年       | 414          |
| 2019年       | 392          |
| 2020年       | 291          |

| 乗車人員推移 | 乗車人員推移 |
| 年次         | 1日平均人数  |
| ------------ | ------------ |
| 2003年       | 556          |
| 2004年       | 526          |
| 2005年       | 483          |
| 2006年       | 458          |
| 2007年       | 455          |
| 2008年       | 449          |
| 2009年       | 428          |
| 2010年       | 401          |
| 2011年       | 388          |
| 2012年       | 392          |
| 2013年       | 385          |
| 2014年       | 384          |
| 2015年       | 393          |
| 2016年       | 400          |
| 2017年       | 392          |
| 2018年       | 413          |
| 2019年       | 402          |

## 駅周辺
遠賀川の左岸にある。周辺は住宅地で、駅のすぐ近くに垣生公園がある。中間市役所は当駅が最寄り駅で、駅から東に進み遠賀橋を渡った先にある。
- 遠賀川
- 垣生公園（埴生池・埴生神社・埴生羅漢寺）
- 中間仰木彬記念球場
- 中間市役所
- 中間市立中間中学校
- 猫城跡と月瀬八幡宮
- 黒田藩のお茶屋跡
- はぶ幼稚園
- 福岡県道98号中間宮田線
- 以前は当駅前にジョイフルがあった。現在その場所は「家族葬のさくら」になっている。

## 隣の駅
九州旅客鉄道（JR九州）
 福北ゆたか線（筑豊本線）
■快速（下りのみ運転）・■普通
中間駅（JC24） - 筑前垣生駅（JC23） - 鞍手駅（JC22）